# Einar Hedman

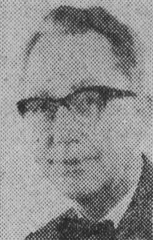
Einar Hedman

Einar Hedman, född 8 oktober 1900 i Karlstad, död 21 juni 1984 i Karlshamn, var en svensk arkitekt.
Efter studier vid Karlstads mekaniska verkstadsteknikerskola och Högre Konstindustriella Skolan i Stockholm studerade Hedman vid Kungliga Tekniska högskolan 1932–1936 och vid Kungliga Konsthögskolan 1948–1949. Han var konstnärlig ledare vid Hebbels sten- och gravvårdsindustri, anställdes vid Byggnadsstyrelsens stadsplanebyrå 1936, senare stadsplanearkitekt i Linköpings stad och anställd vid länsarkitektkontoret i Östergötlands län. Han var biträdande länsarkitekt i Blekinge och Kronobergs län 1941–1945 och stadsarkitekt i Karlshamns stad 1945–1965. Han bedrev även egen arkitektverksamhet i Karlshamn från 1945. Av han verk kan nämnas utformningen av kyrkogårdsområdet på Stockholmsutställningen 1930.

## Verk i urval
- Medborgarhuset i Svängsta (1959)[2]
- Tingshus för Bräkne och Karlshamns domsaga (1962)[3]
- Stadsteatern i Karlshamn (1965)[4]